# Литовкин, Валерий Николаевич
Валерий Николаевич Литовкин (1932, СССР — 18 августа 2015 года Москва, Россия) — советский и российский правовед, заместитель руководителя Центра частноправовых исследований Института законодательства и сравнительного правоведения при Правительстве Российской Федерации, заслуженный юрист России.

## Биография
Родился в 1932 году.
Окончил юридический факультет МГУ в 1955 году и был направлен по распределению в город Черемхов Иркутской области, где работал секретарем, а позже и депутатом исполкома городского совета.
В 1957 году вернулся в Москву и приступил к работе юрисконсульта в Министерстве коммунального хозяйства РСФСР, в начале 1960-х годов — старшего юрисконсульта Министерства юстиции РСФСР, где принимал участие в работе над проектом Гражданского кодекса РСФСР.
С 1963 по 1975 годы занимал пост заместителя начальника главного управления жилищного хозяйства Министерства жилищно-коммунального хозяйства РСФСР — начальника отдела по контролю за распределением жилой площади Министерства, а также входил в состав рабочей группы по подготовке Земельного кодекса 1970 г.
В 1973 году защитил кандидатскую диссертацию по правовым вопросам предоставления жилых помещений.
С 1975 года трудился в ВНИИСЗ (Институт законодательства и сравнительного правоведения при правительстве Российской Федерации), где почти 20 лет руководил одним из ведущих подразделений Института — отделом гражданского законодательства и процесса.
Принимал участие в подготовке Основ жилищного законодательства СССР и союзных республик 1981 г., Жилищного кодекса РСФСР 1983 г.
Автор и соавтор более 200 научных и научно-публицистических работ, среди которых учебники по жилищному праву, главы в «Курсе лекций по гражданскому праву», «Комментарии к Конституции РФ», комментарии к главам ГК РСФСР и ГК РФ, Жилищному кодексу РФ, законодательству о приватизации жилья.
Награждён медалью «За трудовую доблесть», Почётной грамотой Правительства Российской Федерации и медалью имени Анатолия Кони Министерства юстиции РФ.
Умер 18 августа 2015 года. Похоронен на Хованском кладбище.